# NGC 5508
NGC 5508 este o liner situată în constelația Boarul. A fost descoperită în 20 aprilie 1882 de către Édouard Stephan⁠(d). Se află la o distanță de 167,4 de megaparseci de Pământ.